# Hambye
Hambye település Franciaországban, Manche megyében. Lakosainak száma 1077 fő (2022. január 1.). Hambye Saint-Martin-de-Cenilly, La Baleine, Le Guislain, Maupertuis, Notre-Dame-de-Cenilly, Percy-en-Normandie, Saint-Denis-le-Gast és Gavray-sur-Sienne községekkel határos.

## Népesség
A település népességének változása:
| Lakosok száma | 1558 | 1241 | 1218 | 1151 | 1182 | 1154 | 1150 | 1105 | 1082 | 1077 |
|               | 1968 | 1982 | 1990 | 2006 | 2013 | 2015 | 2017 | 2019 | 2020 | 2022 |